# یوشیو کوجیما (بازیکن هاکی روی چمن)
یوشیو کوجیما (انگلیسی: Yoshio Kojima؛ زادهٔ ۳ اکتبر ۱۹۳۵) بازیکن هاکی روی چمن اهل ژاپن بود.
او در االمپیک تابستانی ۱۹۶۰ شرکت کرده